# 井上尚弥 対 ポール・バトラー戦
NTTドコモ Presents PXB WORLD SPIRITS WBA・WBC・IBF・WBO 世界バンタム級王座統一戦 井上尚弥 vs ポール・バトラー（エヌティティドコモ プレゼンツ ピーエックスビー ワールド スピリッツ ダブリュービーエー・ ダブリュービーシー・アイビーエフ・ ダブリュービーオー せかいバンタムきゅうおうざとういつせん いのうえなおや たい ポール・バトラー）、別名Undisputedは、2022年12月13日、日本東京都江東区の有明アリーナで開催されたプロボクシングの試合。WBAスーパー・WBC・IBF世界バンタム級王者の井上尚弥と、WBO世界バンタム級王者のポール・バトラーが行う4団体王座統一戦。通算で9回目となる4団体王座統一戦となり、バンタム級では初めてとなる4団体王座統一戦となった。

## 試合成立まで
2022年9月6日から17日までの間、弟・井上拓真、従兄弟・井上浩樹とともにフレディ・ローチが設立したアメリカ・ロサンゼルスのワイルドカードジムで合宿を行い、WBAスーパーバンタム級1位・アザト・ホバニシャン、WBCフェザー級11位・アダム・ロペス、WBCフェザー級5位、WBO6位・ジョエト・ゴンザレスら、世界トップ選手6～7人を相手に計29ラウンドのスパーリングを行った。
2022年10月13日、横浜ベイシェラトン ホテル&タワーズで会見を開き、12月13日に有明アリーナでWBAスーパー・WBC・IBF世界バンタム級王者の井上とWBO世界バンタム級王者のバトラーが世界4団体王座統一戦を行うことを発表した。
2022年12月6日、バトラーが来日。なお、英国内便が遅れたため乗り継ぎに失敗し、予定より1日遅れでの来日となった。
英国最大のブックメーカー・ウィリアムヒルのオッズでは、井上の勝利に1.02倍がつけられ、バトラーは15倍と大差が付けられた。なお引き分けは26倍が付けられ、井上のKOラウンド予想は1～3回が1.5倍、4～6回が3.75倍、7～9回が13倍、10～12回が21倍となった。

### 計量
2022年12月12日、計量が横浜ベイシェラトン ホテル&タワーズで行われ、井上が53.45kg、バトラーが53.50kgで合格した。なお、直前になってデジタル体重計が導入された影響から、井上は最初の計量で30gオーバーするも、5分後に再計量して50gアンダーでの合格となった。
試合に使用するグローブは井上が黒のレイジェス、バトラーが白のRDXに決まり、リングアナウンサーは同月17日にザ・コスモポリタンでのプレミア・ボクシング・チャンピオンズ2022年ラスト興行のリングアナウンスを控えるジミー・レノン・ジュニアとなった。レフェリーはベンス・コバックス（ハンガリー:WBO）、ジャッジはロナルド・マクネイル（アメリカ:4団体）、イグナシオ・ロブレス（パナマ:WBA）、フェルナンド・バルボサ（アメリカ:4団体）の3人が務める事となった。なお採点の途中公開はなし。

## 試合
2022年12月13日、WBO世界バンタム級王者ポール・バトラーと対戦。終始ガードを固めながらサークリングやバックステップを駆使してチャンスを窺うバトラーに、井上はノーガードや両腕を背中にまわすなど相手の攻撃を誘う場面を交えながら猛攻を仕掛けると、11回に右ボディから左右の連打を浴びせてKO勝ちを収めた。井上はこの試合で新たにWBO王座を獲得、またWBA王座の8度目、WBC王座の1度目、IBF王座の6度目の防衛にも成功し、ボクシング史上9人目、バンタム級及びアジア人として初の四団体統一王者となった。試合後リング上で行われたインタビューでは、スーパーバンタム級への転向を宣言した。

## 試合後

### 井上の談話
久々に11ラウンドの戦いで、攻撃中心だったこともあり疲れた。戦い方は予想通りだったが、想像以上にタフだった。（ノーガードになどの挑発について）苛立っていたわけじゃないけど、倒されなければいいのか、倒しに日本に来てるんじゃないのか、ほんとに勝つ気があるのかと。そういう思いがあった。11ラウンドにしっかりギアを入れて倒し切れた。それが収穫。

### バトラーの談話
井上はパンチが強くて正確だった。スピードもあった。ガードが甘くなったところを突こうと思っていて、それができたところもあったが、思っていたほどチャンスはなかった。守りを固めるのではなく、臆病だと思われたくないので、積極的に攻めていこうと思ったが、結果的にダウンしてしまった。（井上のディフェンスについて）井上は攻撃力と打たれ強さがあるがゆえにディフェンスが後回しになっている可能性がある。スーパーバンタム級に上げても失敗はしないかも知れないが、その点が厳しくなると思うので、考えなくてはならないことが増えると思う。

### その他
- 井上のファイトマネーは、ネット有料配信の視聴者数から算出されるインセンティブを除いた最低保証額が約3億円、バトラーが約90万ドル（約１億2150万円）となった[12][13]。
- 試合の模様は日本国内がdTVによる有料会員向けへの独占配信となっていたものの、井上の試合直前に想定以上のアクセスが集中しエラーが発生したため、急遽会員登録なしの無料で配信された[14]。

## 試合カード
^Note 1 WBA・WBC・IBF・WBO世界バンタム級王座統一戦
^Note 2 WBOアジアパシフィックスーパーライト級タイトルマッチ
^Note 3 OPBF東洋太平洋スーパーバンタム級タイトルマッチ
| 王座：WBA・WBC・IBF・WBO世界バンタム級王座統一戦 | 王座：WBA・WBC・IBF・WBO世界バンタム級王座統一戦 | 王座：WBA・WBC・IBF・WBO世界バンタム級王座統一戦 | 王座：WBA・WBC・IBF・WBO世界バンタム級王座統一戦 | 王座：WBA・WBC・IBF・WBO世界バンタム級王座統一戦 |                                          | 主審：ベンス・コバックス(ハンガリー:WBO) | 主審：ベンス・コバックス(ハンガリー:WBO) | 主審：ベンス・コバックス(ハンガリー:WBO) | 主審：ベンス・コバックス(ハンガリー:WBO) | 主審：ベンス・コバックス(ハンガリー:WBO)       |                                                | 立会人：安河内剛(WBA:日本,JBC特命担当事務局長) マウロ・ベッティー(WBC:イタリア,WBCインターナショナルタイトルマッチチェアマン,EBU副会長) ベン・ケイルティー（IBF:オーストラリア,IBFオーストラリア,オセアニア,アジア地区統括本部長） レオン・パノシリノ(WBO:フィリピン,WBOアジア太平洋地域事務局長) | 立会人：安河内剛(WBA:日本,JBC特命担当事務局長) マウロ・ベッティー(WBC:イタリア,WBCインターナショナルタイトルマッチチェアマン,EBU副会長) ベン・ケイルティー（IBF:オーストラリア,IBFオーストラリア,オセアニア,アジア地区統括本部長） レオン・パノシリノ(WBO:フィリピン,WBOアジア太平洋地域事務局長) | 立会人：安河内剛(WBA:日本,JBC特命担当事務局長) マウロ・ベッティー(WBC:イタリア,WBCインターナショナルタイトルマッチチェアマン,EBU副会長) ベン・ケイルティー（IBF:オーストラリア,IBFオーストラリア,オセアニア,アジア地区統括本部長） レオン・パノシリノ(WBO:フィリピン,WBOアジア太平洋地域事務局長) | 立会人：安河内剛(WBA:日本,JBC特命担当事務局長) マウロ・ベッティー(WBC:イタリア,WBCインターナショナルタイトルマッチチェアマン,EBU副会長) ベン・ケイルティー（IBF:オーストラリア,IBFオーストラリア,オセアニア,アジア地区統括本部長） レオン・パノシリノ(WBO:フィリピン,WBOアジア太平洋地域事務局長) | 立会人：安河内剛(WBA:日本,JBC特命担当事務局長) マウロ・ベッティー(WBC:イタリア,WBCインターナショナルタイトルマッチチェアマン,EBU副会長) ベン・ケイルティー（IBF:オーストラリア,IBFオーストラリア,オセアニア,アジア地区統括本部長） レオン・パノシリノ(WBO:フィリピン,WBOアジア太平洋地域事務局長) |
| 開催日：2022年12月13日                           | 開催日：2022年12月13日                           | 開催日：2022年12月13日                           | 開催日：2022年12月13日                           | 開催日：2022年12月13日                           | 会場：東京都江東区有明アリーナ           | 会場：東京都江東区有明アリーナ           | 会場：東京都江東区有明アリーナ           | 会場：東京都江東区有明アリーナ           | 会場：東京都江東区有明アリーナ           | 主催：トップランク プロベラム                  | 主催：トップランク プロベラム                  | 主催：トップランク プロベラム | 主催：トップランク プロベラム | 主催：トップランク プロベラム | | |
| 井上尚弥                                         | 井上尚弥                                         | 対                                               | ポール・バトラー                                 | ポール・バトラー                                 | 井上尚弥                                 | 井上尚弥                                 | 対                                       | ポール・バトラー                         | ポール・バトラー                         | 井上尚弥                                       | 井上尚弥                                       | 対 | ポール・バトラー | ポール・バトラー | | |
| RS                                               | TS                                               | 回                                               | TS                                               | RS                                               | RS                                       | TS                                       | 回                                       | TS                                       | RS                                       | RS                                             | TS                                             | 回 | TS | RS | | |
| 10                                               |                                                  | 1                                                |                                                  | 9                                                |                                          | 10                                       |                                          | 1                                        |                                          | 9                                              |                                                | 10 | | 1 | | 9 |
| 10                                               | 20                                               | 2                                                | 18                                               | 9                                                | 10                                       | 20                                       | 2                                        | 18                                       | 9                                        | 10                                             | 20                                             | 2 | 18 | 9 | | |
| 10                                               | 30                                               | 3                                                | 27                                               | 9                                                | 10                                       | 30                                       | 3                                        | 27                                       | 9                                        | 10                                             | 30                                             | 3 | 27 | 9 | | |
| 10                                               | 40                                               | 4                                                | 36                                               | 9                                                | 10                                       | 40                                       | 4                                        | 36                                       | 9                                        | 10                                             | 40                                             | 4 | 36 | 9 | | |
| 10                                               | 50                                               | 5                                                | 45                                               | 9                                                | 10                                       | 50                                       | 5                                        | 45                                       | 9                                        | 10                                             | 50                                             | 5 | 45 | 9 | | |
| 10                                               | 60                                               | 6                                                | 54                                               | 9                                                | 10                                       | 60                                       | 6                                        | 54                                       | 9                                        | 10                                             | 60                                             | 6 | 54 | 9 | | |
| 10                                               | 70                                               | 7                                                | 63                                               | 9                                                | 10                                       | 70                                       | 7                                        | 63                                       | 9                                        | 10                                             | 70                                             | 7 | 63 | 9 | | |
| 10                                               | 80                                               | 8                                                | 72                                               | 9                                                | 10                                       | 80                                       | 8                                        | 72                                       | 9                                        | 10                                             | 80                                             | 8 | 72 | 9 | | |
| 10                                               | 90                                               | 9                                                | 81                                               | 9                                                | 10                                       | 90                                       | 9                                        | 81                                       | 9                                        | 10                                             | 90                                             | 9 | 81 | 9 | | |
| 10                                               | 100                                              | 10                                               | 90                                               | 9                                                | 10                                       | 100                                      | 10                                       | 90                                       | 9                                        | 10                                             | 100                                            | 10 | 90 | 9 | | |
| 計                                               |                                                  | –                                                |                                                  | 計                                               |                                          | 計                                       |                                          | –                                        |                                          | 計                                             |                                                | 計 | | – | | 計 |
| 副審：ロナルド・マクネイル（アメリカ:4団体）     | 副審：ロナルド・マクネイル（アメリカ:4団体）     | 副審：ロナルド・マクネイル（アメリカ:4団体）     | 副審：ロナルド・マクネイル（アメリカ:4団体）     | 副審：ロナルド・マクネイル（アメリカ:4団体）     | 副審：イグナシオ・ロブレス（パナマ:WBA） | 副審：イグナシオ・ロブレス（パナマ:WBA） | 副審：イグナシオ・ロブレス（パナマ:WBA） | 副審：イグナシオ・ロブレス（パナマ:WBA） | 副審：イグナシオ・ロブレス（パナマ:WBA） | 副審：フェルナンド・バルボサ（アメリカ:4団体） | 副審：フェルナンド・バルボサ（アメリカ:4団体） | 副審：フェルナンド・バルボサ（アメリカ:4団体） | 副審：フェルナンド・バルボサ（アメリカ:4団体） | 副審：フェルナンド・バルボサ（アメリカ:4団体） | | |
| 処分：無し                                       | 処分：無し                                       | 処分：無し                                       | 処分：無し                                       | 処分：無し                                       | 減点：無し                               | 減点：無し                               | 減点：無し                               | 減点：無し                               | 減点：無し                               | 結果：井上の11回1分9秒KO勝ち                   | 結果：井上の11回1分9秒KO勝ち                   | 結果：井上の11回1分9秒KO勝ち | 結果：井上の11回1分9秒KO勝ち | 結果：井上の11回1分9秒KO勝ち | | |